# Rhipicephalus boueti
Rhipicephalus boueti är en fästingart som beskrevs av Francisque Morel 1957. Rhipicephalus boueti ingår i släktet Rhipicephalus och familjen hårda fästingar. Inga underarter finns listade i Catalogue of Life.